# 方玮峰
方玮峰（1966年5月—），男，汉族，河南禹州人，中华人民共和国政治人物。1985年6月加入中国共产党，1989年8月参加工作。北京大学政治学与行政管理专业毕业，法学学士。曾任陕西省发展和改革委员会主任，陕西省人民政府秘书长等职务。

## 从政经历
1989年8月，从北京大学毕业的方玮峰，被分配到中共中央纪律检查委员会工作，在北京市平谷县纪检委挂职锻炼一年。此后，在中纪委机关工作11年，历任第六、第九纪检室科员、副主任科员，干部室、中央国家机关处副主任科员、主任科员。1996年6月任中央纪委机关团委书记（副处长级），1997年11月任中央纪委办公厅检查员、监察员，2000年7月任正处级检查员、监察员。
2001年10月，方玮峰调陕西省工作。最初，曾在省委办公厅担任正处级秘书。2003年11月任咸阳市市长助理，2004年4月任咸阳市委常委、组织部部长，2006年11月任咸阳市副市长。2008年3月任安康市委副书记、市长，2011年12月任安康市委书记。2013年2月，任陕西省发展和改革委员会主任。2018年3月，任陕西省人民政府党组成员、秘书长，办公厅党组书记。2023年3月，不再担任陕西省人民政府秘书长，转任省人民政府参事。